# Амар-Син
Амар-Син или Бур-Син је био трећи владар Сумерско-акадског царства. Владао је у периоду од 1981. до 1973. године п. н. е. (према доњој хронологији).

## Владавина
Амар-Син је на престолу наследио свога оца Шулгија. Његов деда био је Ур-Наму, оснивач Треће династије Урука. Изузев тога да се прогласио божанством, Амар-Син није оставио много података о себи. У другој половини своје владавине, Амар-Син је успоставио колегијално тело слично судском већу које је судске послове у краљевству. До тада је те послове обављао царски чиновник енси. Гувернери које је Амар-Син поставио у Асуру, Марију и другим државама готово су били самостални. Изузев обављања трговинских послова са престоницом, други вид потчињености нису имали. Амар-Син је такође водио ратне походе ка Еламу и Загросу. Подигао је храмове у Нипуру, Уру и Еридуу. Наследио га је брат Шу-Син.

## Владари Сумерско-акадског царства
| Владар                                           | Наследник     | Дужина владавине | Приближане године владавине                 | Коментар          |
| ------------------------------------------------ | ------------- | ---------------- | ------------------------------------------- | ----------------- |
| Ур-Наму                                          |               | 18 година        | око 2047–2030 п. н. е. (Кратка хронологија) | Оснивач династије |
| Шулги                                            | Син Ур-Намуа  | 46 година        | око 2029–1982 п. н. е.                      |                   |
| Амар-Син                                         | Шулгијев син  | 9 година         | око 1981–1973 п. н. е.                      |                   |
| Шу-Син                                           | Син Амар-Сина | 9 година         | око 1972–1964 п. н. е.                      |                   |
| Иби-Син                                          | Син Шу-Сина   | 24 Година        | око 1963–1940 п. н. е.                      |                   |
| Еламци разарају Ур, краљ одведен у заробљеништво |               |                  |                                             |                   |